# Olivetta San Michele
Diano Marina (ligur nyelven Aoriveta) egy olasz község Liguria régióban, Imperia megyében.

## Földrajz
Olivetta San Michele Imperiától 60 km-re helyezkedik el.Liguria legnyugatabbra fekvő települése.

## Gazdaság
Legjelentősebb bevételi forrása a mezőgazdaság.

## Közlekedés
Megközelíthető az A10 autópályán, a Ventimiglia lehajtóról.